# Svenska kyrkan i Rom
Svenska kyrkan i Rom är en av Svenska kyrkans utlandsförsamlingar. 

## Administrativ historik
Församlingen bildades 1973.

## Kyrkoherdar
| Ämbetstid | Namn            | Levnadstid | Övrigt |
| --------- | --------------- | ---------- | ------ |
| 1976–1984 | Gunnar Granberg | 1946–      | [ 1 ]  |
| 2014–2016 | Per Edler       | 1957–      | [ 2 ]  |

### Fotnoter
1. ↑  1920–1922 Styrelsen för svenska kyrkan i utlandet SKUT i Sveriges statskalender 1984
2. ↑   Matrikel 2016: Svenska kyrkan (69:a utgåvan). Stockholm: Verbum. 2016. sid. 417. ISBN 978-91-5263615-2